# もちまる
もちまる（2019年〈令和元年〉10月24日 - ）は、日本のペットインフルエンサーの猫である。品種はスコティッシュフォールドで、雄である。

## 概要
飼い主である「下僕」に飼育され、「下僕」はもちまるのことをもち様、もち兄と呼んでいる。
2020年5月6日にはチャンネル登録者数10万人達成と生後半年をお祝いするライブストリーミングを実施。
2021年5月14日、チャンネル登録者数100万人を達成。
同年7月にはフォトブック『もちまる日記』を刊行。
同年9月5日には、8月12日付けで「YouTubeで最も視聴された猫」（再生回数6億1958万6290回）としてギネス世界記録に認定された。

## 書籍
- もちまる日記 - KADOKAWA、2021年7月21日
- もちまる日記2022　4月はじまりカレンダー - KADOKAWA
- もちまる日記2023　1月はじまり週めくり卓上カレンダー - KADOKAWA、2022年9月7日
- もちまる日記2023　1月はじまり週めくりカレンダー - KADOKAWA、2022年9月7日
- もちまる日記POSTCARD　BOOK - MOGURA ENTERTAINMENT、2023年2月16日
- もち様と下僕 - もち様と下僕制作委員会、2023年4月28日
- もちまる日記　まちがい探し - ブティック社、2023年8月8日
- もちまる日記2024　1月はじまり週めくり卓上カレンダー - KADOKAWA、2023年10月24日
- もちまる日記2024　1月はじまり週めくりカレンダー - KADOKAWA、2023年10月24日
- もちはな日記 - KADOKAWA、2024年2月22日

## 株式会社もちまる
事業者の名称
- 株式会社もちまる[8]

法人種別／法人番号
- 種別：株式会社
- 法人番号：7050001047608

法人情報の変更の履歴
- 2020年6月3日：商号『株式会社ペガフリー』／所在地『茨城県つくば市花室914番地4メゾン九重202号』
- 2021年5月19日：商号『株式会社ペガフリー』／所在地『東京都千代田区九段南1丁目5番6号りそな九段ビル5F、KSフロア』
- 2022年3月17日：商号『株式会社もちまる』／所在地『東京都千代田区九段南1丁目5番6号りそな九段ビル5F、KSフロア』
- 2022年3月23日：商号『株式会社もちまる』／所在地『東京都港区赤坂9丁目1番7号』
- 2022年6月22日：商号『株式会社もちまる』／所在地『東京都千代田区九段南1丁目5番6号りそな九段ビル5F、KSフロア』

所在地
- 東京都千代田区九段南一丁目5番6号 りそな九段ビル5F KSフロア[10]

定休日
- 土曜日、日曜日、祝日、お盆、年末年始[11]

## タイアップ・コラボレーション
- 2022年2月14日、指原莉乃が『もちまる日記』の動画にゲスト出演し、もちまるが指原の公式Youtubeチャンネル『さしはらちゃんねる』の動画に登場するコラボレーションが行われ、17日時点でそれぞれの動画の再生回数が180万回と130万回を超えたと報じられた[12]。
- 2022年11月11日公開のアニメ映画『すずめの戸締まり』の広報大使に任命された[13]。